# Pseudobagarius filifer
Pseudobagarius filifer es una especie de pez de la familia Akysidae en el orden de los Siluriformes.

## Morfología
- Los machos pueden llegar alcanzar los 5 cm de longitud total.
- Número de  vértebras: 35.[1]

## Hábitat
Vive en el agua turbia del lago Tonle Sab, el cual es de corriente moderada y fondos arenosos. 

## Distribución geográfica
Se encuentran en Asia: lago Tonle Sab (Camboya).